# Waldneukirchen
Waldneukirchen – gmina w Austrii, w kraju związkowym Górna Austria, w powiecie Steyr-Land. Według danych Austriackiego Urzędu Statystycznego liczy 2254 mieszkańców (1 stycznia 2015).